# Pelo de zanahoria
Pelo de Zanahoria (Poil de carotte en francés) es un libro de 1894 de Jules Renard que recoge un conjunto de episodios en donde se relatan los distintos sucesos que le ocurren a Pelo de Zanahoria, sobrenombre que recibe un niño pelirrojo que vive en un pueblo con sus padres (el señor y la señora Lepic) y sus hermanos.
En el pasaje El ciego alternan los momentos narrativos con otros dialogados, y en algunas ocasiones los objetos parecen cobrar vida.

## Personajes
- Pelo de Zanahoria.
- Señora Lepic.
- Señor Lepic.
- Tissier, el ciego, que es llamado compadre Tissier por los Lepic.